# Podział administracyjny Kirgistanu
Podział administracyjny Kirgistanu posiada 3 poziomy. Pierwszy obejmuje 2 miasta wydzielone o specjalnym znaczeniu dla Republiki Kirgiskiej (Biszkek oraz Osz) oraz 7 obwodów (kirg. облус). Biszek został podzielony na 4 wewnątrzmiastowe rejony. W skład obwodów wchodzi 13 miast o specjalnym znaczeniu dla obwodu oraz 40 rejonów. W skład rejonowych obwodów wchodzą sioła ajmak (kirg. Айылный аймак), miasta znaczenia rejonowego oraz osiedla typu miejskiego. Ajmaki podzielone są na sioła.
Sioła oraz osiedla typu miejskiego mogą wchodzić w skład wewnątrzmiastowych rejonów Biszkeka oraz miast znaczenia obwodowego. Dodatkowo sioła mogą również być częścią ajmaków, miast znaczenia rejonowego, a także osiedli typu miejskiego.

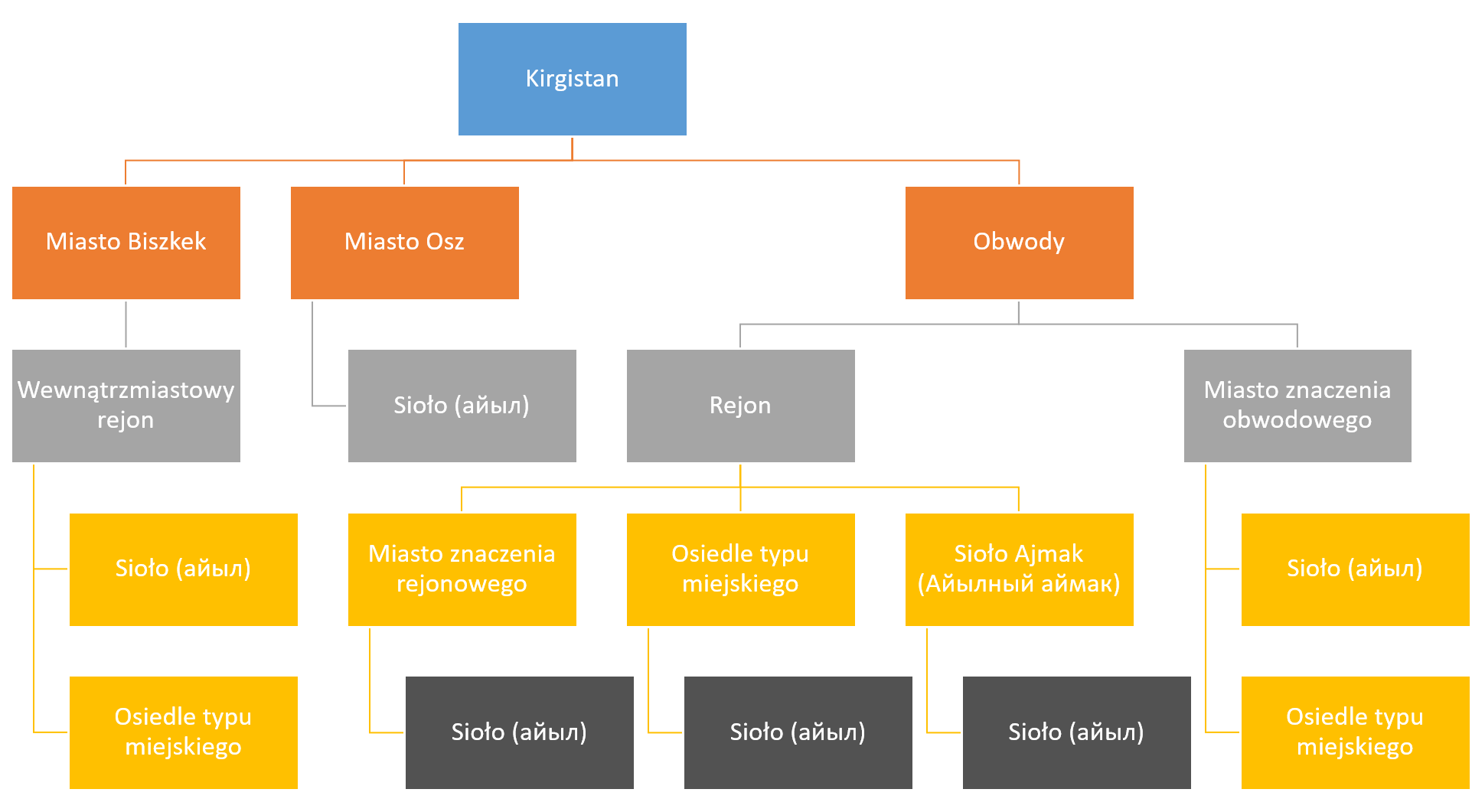
Schemat obrazujący podział administracyjno-terytorialny Kirgistanu

## Jednostki terytorialno-administracyjne pierwszego poziomu

### Obwody oraz miasta specjalnego znaczenia dla Republiki Kirgiskiej

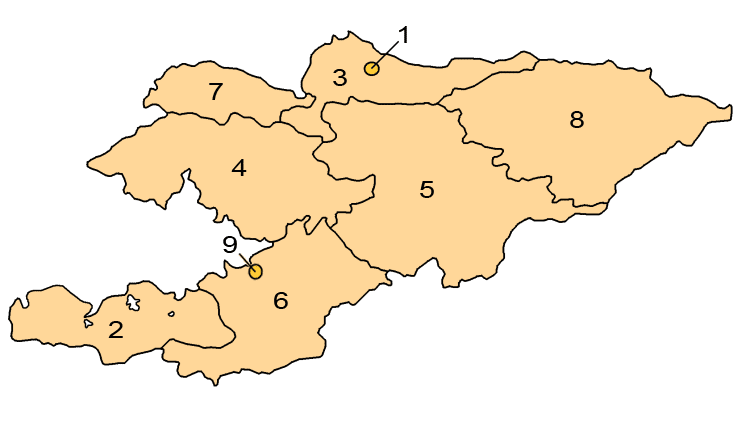
1. Biszkek 2. Obwód batkeński
3. Obwód czujski
4. Obwód dżalalabadzki
5. Obwód naryński
6. Obwód oszyński
7. Obwód tałaski
8. Obwód issykkulski
9. Osz

| lp.                                                   | nazwa polska  | nazwa kirgiska    | stolica    | liczba rejonów | ludność (01.01.2017) | terytorium (km²) | gęstość zaludnienia (ludzi/km²) |
| Miasta szczególnego znaczenia dla Republiki Kirgistan |               |                   |            |                |                      |                  |                                 |
| 1.                                                    | Biszkek       | Бишкек            | Biszkek    | 4              | 980 400              | 170              | 5 767,06                        |
| 2.                                                    | Osz           | Ош                | Osz        | brak           | 281 900              | 18,5             | 15 237,84                       |
| Okręgi                                                |               |                   |            |                |                      |                  |                                 |
| 1.                                                    | batkeński     | Баткен областы    | Batken     | 3              | 503 500              | 17 000           | 29,62                           |
| 2.                                                    | czujski       | Чуй областы       | Tokmok     | 8              | 905 200              | 20 200           | 44,81                           |
| 3.                                                    | dżalalabadzki | Жалалабат областы | Dżalalabad | 8              | 1 168 700            | 33 700           | 34,68                           |
| 4.                                                    | naryński      | Нарын областы     | Naryn      | 5              | 281 000              | 45 200           | 6,22                            |
| 5.                                                    | oszyński      | Ош областы        | Osz        | 7              | 1 287 500            | 29 200           | 44,09                           |
| 6.                                                    | tałaski       | Талас областы     | Tałas      | 4              | 255 200              | 11 400           | 22,39                           |
| 7.                                                    | issykkulski   | Ыссыккөл областы  | Karakoł    | 8              | 476 800              | 43 100           | 11,06                           |
|                                                       | Ogólnie       |                   |            | 44             | 6 140 200            | 199 988,5        | 30,7                            |